# Cephalopholis microprion
Cephalopholis microprion  (лат.) — вид лучепёрых рыб из семейства каменных окуней (Serranidae). Распространены в западной части Тихого океана и восточной части Индийского океана. Максимальная длина тела 25 см. Морские бентопелагические рыбы.

## Описание
Тело удлинённое, массивное, несколько сжато с боков; по бокам покрыто ктеноидной чешуёй. Высота тела меньше длины головы и укладывается 2,5—2,8 раза в стандартную длину тела (у особей длиной от 9 до 19 см). Длина головы укладывается 2,3—2,5 раза в стандартную длину тела. Межглазничное расстояние плоское или немного вогнутое. Предкрышка закруглённая, с зазубренными краями, нижний край мясистый. Верхний край жаберной крышки сильно выпуклый. Верхняя челюсть без чешуи, её окончание доходит до вертикали, проходящей через задний край глаза. На верхней части первой жаберной дуге 7—9, а на нижней — 14—17 жаберных тычинок. В спинном плавнике 9 жёстких и 14—16 мягких лучей; мембраны между жёсткими лучами усечены. В анальном плавнике 3 жёстких и 8 мягких лучей. В грудных плавниках 18—19 мягких лучей, их окончания заходят за анальное отверстие. Брюшные плавники короче грудных. Хвостовой плавник закруглённый. Боковая линия с 45—51 чешуйками. Вдоль боковой линии 84—98 рядов чешуи, чешуи по бокам тела без дополнительных чешуек.
Тело и голова тёмно-коричневого цвета, проксимальная часть каждой чешуи темнее задней части; у некоторых рыб на теле есть нечеткие тёмные полосы. Голова (включая челюсти) и передняя часть тела покрыты многочисленными маленькими синими глазчатыми точками с тёмными краями. У некоторых особей есть синие глазчатые точки на плавниках. Мягкая часть спинного, анальный и хвостовой плавники обычно с серовато-синим краем (узкий или отсутствует на кончиках центральных хвостовых лучей).
Максимальная длина тела 25 см.

## Ареал и места обитания
Распространены в тропических и субтропических водах западной части Тихого океана и восточной части Индийского океана от Сиамского залива до Новой Каледонии, включая Филиппины, Таиланд, Малайзию, Вьетнам, Индонезию, Папуа-Новая Гвинея, Соломоновы острова, Палау и Вануату.
Обитают на илистых участках коралловых рифов в лагунах и в районах внешних склонов рифов на глубине от 0 до 30 м. Обычно скрываются в расщелинах. Молодь встречается над валунным субстратом.